# Probabilités appliquées
 (15 novembre 2023).
Le contenu est difficilement compréhensible vu les erreurs de traduction, qui sont peut-être dues à l'utilisation d'un logiciel de traduction automatique.
En mathématiques, les probabilités appliquées sont l'utilisation de la théorie des probabilités pour résoudre des problèmes statistiques ainsi que dans d'autres domaines scientifiques et techniques.

## Portée
De nombreuses études portant sur des probabilités sont menées dans le cadre des probabilités appliquées. Bien que ces recherches soient, dans une certaine mesure, motivées par des problèmes concrets, ce sont généralement les aspects mathématiques des problèmes qui captivent le plus les chercheurs, comme c'est courant dans le domaine des mathématiques appliquées en général.
Les probabilistes appliqués s'intéressent particulièrement à l'application des processus stochastiques, et plus généralement des probabilités, aux sciences naturelles, appliquées et sociales, notamment la biologie, la physique (y compris l'astronomie ), la chimie, la médecine, l'informatique et les technologies de l'information, ainsi que l'économie.
Un autre domaine d'intérêt  réside dans le domaine de l'ingénierie : en se concentrant notamment sur les aspects de l'incertitude, de la gestion des risques, de la conception probabiliste et de l'assurance qualité.

## Histoire
Initialement défini lors d'un symposium de l'American Mathematical Society à la fin des années 1950, le terme « probabilité appliquée » a été introduit plus largement par Maurice Bartlett à travers une série de monographies éditées par Methuen intitulée, Applied Probability and Statistics. Ce domaine n'a véritablement pris son essor qu'en 1964, avec la création du Journal of Applied Probability grâce aux efforts de Joe Gani.